# Vladimir Popov (zápasník)
Vladimir Popov (Владимир Альбертович Попов; 1. ledna 1962 – 2. srpna 2025) byl sovětský zápasník a reprezentant v zápase řecko-římském. V roce 1988 na olympijských hrách v Soulu vybojoval v kategorii do 90 kg bronzovou medaili. V roce 1987 zvítězil na mistrovství světa a v roce 1987 a 1989 se stal mistrem Evropy. Vše v kategorii do 90 kg.